# Codex Alimentarius
Codex Alimentarius (latinsky potravinové regule) je sbírka mezinárodně uznávaných standardů, praktických postupů, směrnic a dalších doporučení, vztahujících se k bezpečnosti potravin. Jméno pochází z původního kodexu Codex Alimentarius Austriacus, který byl v roce 1891 přijat v Rakousku Uhersku. Texty jsou spravovány komisí Codex Alimentarius, tělesem, které bylo založeno v roce 1963 organizacích FAO (Food and Agriculture Organization of the United Nations; Organizací pro potraviny a zemědělství při Spojených národech) a WHO (World Health Organization; Světová zdravotnická organizace). Hlavním účelem této komise má být ochrana zdraví konzumentů a zajištění čestných praktik v mezinárodním obchodu s potravinami. Codex Alimentarius je uznávaný WTO (World Trade Organization; Světová obchodní organizace) jako mezinárodní reference pro rozhodování pří týkajících se bezpečnosti potravin a ochrany spotřebitele.